# بالمین
بالمین (انگلیسی: Balmain) شرکت کالای لوکس فرانسوی است، که در سال ۱۹۴۶ تأسیس شد.